# Nikutoru
Nikutoru ist ein Ort am Südende des Tabiteuea-Atolls in den zum Inselstaat Kiribati gehörenden Gilbertinseln im Pazifischen Ozean mit einer Landfläche von 0,23 km². Er gehört zum Distrikt South Tabiteuea. 2020 hatte der Ort 180 Einwohner.

## Geographie
Nikutoru liegt im Süden von Tabiteuea auf dem Motu Buariki. Der Ort liegt südlich des Flugplatzes Tabiteuea Süd an der Südostecke der Lagune. Im Ort gibt es ein traditionelles Versammlungshaus (Nikutoru Maneaba). Im Süden schließt sich Katabanga an.

## Klima
Das Klima ist tropisch heiß, wird jedoch von ständig wehenden Winden gemäßigt. Ebenso wie die anderen Orte des Tabiteuea-Atolls wird Nikutoru gelegentlich von Zyklonen heimgesucht.